# مرغليت تزاناني
مرغليت تزاناني (بالعبرية: מרגלית צנעני) (مواليد 19 ديسمبر 1948) المعروفة أيضا باسم مارغول مغنية إسرائيلية وشخصية تلفزيونية. تزاناني تشتهر بغناء الموسيقى الإسرائيلية الشرقية مع تأثيرات سول، فضلا عن موسيقى الجاز، البلوز، الروك، البوب، والموسيقى العربية.

## روابط خارجية
- مرغليت تزاناني على موقع ميوزك برينز (الإنجليزية)
- مرغليت تزاناني على موقع ديسكوغز (الإنجليزية)